# Closteromorpha cupreiplaga
Closteromorpha cupreiplaga là một loài bướm đêm trong họ Noctuidae.